# Sylvia Robinson
Sylvia Vanterpool Robinson (* 6. März 1936 in New York; † 29. September 2011 in Secaucus, New Jersey) war eine US-amerikanische Sängerin, Musikerin und Produzentin. Bekannt wurde sie Ende der 1950er als eine Hälfte des Duos Mickey & Sylvia mit Mickey Baker und dem Hit Love Is Strange. In den 1970ern war sie als Sylvia solo erfolgreich, unter anderem mit dem Hit Pillow Talk. Ende der 1970er gründete sie das Hip-Hop-Label Sugarhill Records und war verantwortlich für zwei der erfolgreichsten frühen Rap-Aufnahmen: Rapper’s Delight (1979) und The Message (1982). Weil sie wesentlich zum Durchbruch des Rap beitrug, wird sie auch als The Mother of Hip-Hop bezeichnet.

## Leben

### Anfänge und Erfolge mit Mickey Baker
Sylvia Vanterpools Eltern waren von Saint Thomas von den amerikanischen Jungferninseln eingewandert. Sie wurde in New York geboren und wuchs im Stadtteil Harlem auf. In den 1950er Jahren begann sie eine erfolgreiche Karriere als Rhythm-and-Blues-Sängerin. Bereits mit 14 Jahren, als sie noch die Washington Irving High School besuchte, wurde sie von Talentsuchern von Columbia Records entdeckt und machte erste Blues-Aufnahmen mit dem Trompeter Hot Lips Page. Als Little Sylvia nahm sie Solosingles auf. Mitte der 1950er lernte sie Mickey Baker kennen, der ihr das Gitarrespielen beibrachte und mit ihr auftrat.
1956 wurden sie von Bob Rolontz für das Label RCA unter Vertrag genommen. Er produzierte mit ihnen die Single Love Is Strange, die sie im Jahr darauf unter dem Künstlernamen Mickey & Sylvia veröffentlichten. Das Lied, das von Baker und Vanterpool unter Verwendung von Musik von Bo Diddley geschrieben worden war, erreichte auf Anhieb Platz 1 der R&B-Charts und stieg in den offiziellen Charts bis auf Platz 11. Es wurde zu einem Klassiker und auch für andere Interpreten zum Erfolg. Die Everly Brothers hatten damit 1965 einen Hit in den britischen Charts und auch Sonny & Cher (unter dem Pseudonym Caesar & Cleo), Peaches & Herb und Buddy Holly nahmen das Lied in den 1960ern erfolgreich auf. Später waren noch die Aufnahme von Donnie Elbert und Country-Versionen von Buck Owens & Susan Raye sowie Kenny Rogers & Dolly Parton kleinere Hits in den jeweiligen Genre-Charts. 1987 untermalte Love Is Strange eine der Schlüsselszenen im Film Dirty Dancing. 2004 wurde das Lied in die Grammy Hall of Fame aufgenommen.
Für das Duo Mickey & Sylvia blieb es aber der einzige große Hit. Die Nachfolgesingle There Ought to Be a Law war noch einmal ein Top-10-Hit in den R&B-Charts. Obwohl sie danach noch einige R&B-Hits coverten, kamen sie nicht mehr in die R&B-Charts, waren aber regelmäßig in den allgemeinen Popcharts vertreten. In die Top 40 schafften sie es aber nicht mehr. 1961 waren sie bei It’s Gonna Work Out Fine von Ike & Tina Turner als Begleitmusiker vertreten. Das Lied erreichte Platz 14 der Hot 100 (R&B Platz 2), Baker und Vanterpool wurden aber nicht offiziell als Interpreten genannt.

### Karriere als Produzentin und Solosängerin
Wenig später trennte sich das Duo. Während Mickey Baker seine Karriere ab 1962 in Paris fortsetzte, zog sich Sylvia Vanterpool zurück. Sie heiratete 1964 Joe Robinson und nahm seinen Nachnamen an. In den ersten Jahren betrieben sie einen Club in der Bronx. 1968 waren sie gemeinsam wieder im Musikgeschäft erfolgreich, diesmal aber im Hintergrund. Sie ließen sich in New Jersey nieder und gründeten ein Aufnahmestudio sowie das Label All Platinum Records. Sie nahmen unter anderem die Moments unter Vertrag und produzierten eine Reihe von Hits, an denen Sylvia Robinson auch als Songwriterin beteiligt war. Der größte Hit war Love on a Two-Way Street, das Platz 1 der R&B-Charts und Platz 3 der offiziellen Charts erreichte. Das Lied wurde auch 2009 im Millionenseller Empire State of Mind von Alicia Keys gesamplet. Weitere erfolgreiche Musiker des Labels waren Donnie Elbert, die Whatnauts und Brother to Brother.
Anfang der 1970er hatte Robinson auch den Song Pillow Talk für Al Green geschrieben, der ihn aber nicht übernahm. Sie entschloss sich, wieder zum Mikrofon zu greifen und nahm das Lied selbst auf. Es wurde ihr zweiter R&B-Nummer-eins-Hit und ein Millionenseller. In den Popcharts kam es auf Platz 3 und in Großbritannien erreichte sie damit Platz 14. Die Aufnahme wurde für einen Grammy Award in der Kategorie Beste weibliche Gesangsdarbietung – R&B nominiert. Mit Didn’t I und Soul Je t’aime, einer Coverversion von Je t’aime … moi non plus im Disco-Stil zusammen mit Ralfi Pagan, hatte sie noch zwei weitere kleinere Hits in den Hot 100. Während der 1970er veröffentlichte sie immer wieder eigene Singles und kam damit auch in die R&B-Charts.
Ihren größten internationalen Erfolg als Songwriterin und Produzentin hatte Robinson 1975 mit dem Disco-Song Shame, Shame, Shame. Sie bot das Lied Shirley Goodman an, einer ebenfalls schon in den 1950ern in einem Duo erfolgreichen R&B-Sängerin. Diese nahm das Lied unter dem Künstlernamen Shirley & Company auf und hatte damit unter anderem in Deutschland und Österreich einen Nummer-eins-Hit und war weltweit in den Charts vertreten.
In den späten 1970ern investierten die Robinsons in das Label Chess Records. Sie übernahmen sich dabei jedoch finanziell und kamen in Steuerschwierigkeiten. Schließlich war auch All Platinum betroffen und musste sich bankrott erklären.

### Der Beginn der Hip-Hop-Ära
Inzwischen hatte Sylvia Robinson aber die aufkeimende Hip-Hop-Musik entdeckt und war insbesondere von einem Live-Rap von Lovebug Starski zum Beat von Good Times von Chic begeistert. Da in der Untergrundszene niemand zur Mitwirkung bereit war, nahm sie das Stück Rapper’s Delight mit drei Bekannten ihres Sohns Joey auf und benannte das Trio Sugarhill Gang nach einer Gegend in New York, wo sie aufgewachsen war. Dazu gründete sie das neue Label Sugarhill Records. Die Single wurde 1979 veröffentlicht und wurde zum ersten großen kommerziellen Rap-Erfolg. In Europa erreichte sie durchweg Top-5-Platzierungen, ebenso in den US-R&B-Charts. Lediglich in den Hot 100 blieb es etwas dahinter zurück und kam gerade so in die Top 40.
Während der Sugarhill Gang die volle Anerkennung meist versagt blieb, weil sie nicht aus der Hip-Hop-Szene hervorgegangen waren, nahmen die Robinsons wenig später mit Grandmaster Flash & the Furious Five auch einen etablierten Hip-Hop-Act unter Vertrag. Auch sie hatten ab 1980 erste kleinere Charterfolge. Mit dem von Sylvia Robinson mitproduzierten Song The Message schufen sie einen weiteren Klassiker der Rap-Musik, der bei Sugarhill Records erschien und ebenfalls international zum Hit wurde. Noch ein die Zeit überdauernder Hit aus dieser Zeit ist White Lines von Grandmaster Flash und Melle Mel.
Das Sugar-Hill-Label wurde zu einem führenden Hip-Hop-Label mit Millionenumsätzen, aber erneut kam es zu finanziellen Ungereimtheiten und zu Schwierigkeiten, sich gegen die aufkommende Konkurrenz durchzusetzen. Damit hatte auch dieses Unternehmen keinen dauerhaften Bestand. Es führte auch dazu, dass sich Sylvia und Joe scheiden ließen, obwohl sie danach weiter zusammenblieben. Sie blieb auch weiterhin musikalisch aktiv. 1982 hatte sie mit It’s Good to Be the Queen ihren letzten eigenen Hit gehabt. Das Lied war eine Entgegnung auf It’s Good to Be the King, einen Spaß-Rap des Komikers Mel Brooks aus dessen kurz zuvor erschienenem Film History of the World. Sie produzierte aber weiter andere Interpreten und veröffentlichte sie über eigene Labels. Unter anderem produzierte sie Angie Stone und legte die Anfänge von Naughty by Nature.
Erst nach dem Tod von Joe Robinson 2000 und einem verheerenden Studiobrand 2002 zog sie sich zurück und überließ ihren Kindern das Musikgeschäft. Sylvia Robinson starb 2011 im Alter von 75 Jahren in einem Krankenhaus in Secaucus (New Jersey).

## Diskografie

### Alben
Soloalben

| Jahr | Titel       | Höchstplatzierung, Gesamtwochen, AuszeichnungChartplatzierungen (Jahr, Titel, Platzierungen, Wochen, Auszeichnungen, Anmerkungen) | Höchstplatzierung, Gesamtwochen, AuszeichnungChartplatzierungen (Jahr, Titel, Platzierungen, Wochen, Auszeichnungen, Anmerkungen) | Anmerkungen |
| Jahr | Titel       | US | R&B | Anmerkungen |
| ---- | ----------- | --- | --- | ----------- |
| 1973 | Pillow Talk | US70 (12 Wo.)US | R&B16 (11 Wo.)R&B |             |

Weitere Alben
- Sweet Stuff (1975)
- Sylvia (1976)
- Lay It on Me (1977)

### Singles
Little Sylvia
- Little Boy (1951)
- A Million Tears (1952)
- Drive Daddy Drive (1952)
- The Ring / Blue Heaven (1953)

#### Mickey & Sylvia
| Jahr | Titel Album               | Höchstplatzierung, Gesamtwochen, AuszeichnungChartplatzierungen (Jahr, Titel, Album, Platzierungen, Wochen, Auszeichnungen, Anmerkungen) | Höchstplatzierung, Gesamtwochen, AuszeichnungChartplatzierungen (Jahr, Titel, Album, Platzierungen, Wochen, Auszeichnungen, Anmerkungen) | Anmerkungen |
| Jahr | Titel Album               | US | R&B | Anmerkungen |
| ---- | ------------------------- | --- | --- | --- |
| 1957 | Love Is Strange –         | US11 (18 Wo.)US | R&B1 (15 Wo.)R&B | Autoren: Mickey Baker, Sylvia Robinson, Bo Diddley Grammy Hall of Fame                                                                       |
| 1957 | There Ought to Be a Law – | US47 (5 Wo.)US | R&B8 (3 Wo.)R&B | mit Dearest auf einer Single Autoren: Bob Gibson, John Bennett                                                                               |
| 1957 | Dearest –                 | US85 (2 Wo.)US | — | mit There Ought to Be a Law auf einer Single Autoren: Bob Gibson, Bo Diddley, Prentice Herman Polk Jr.                                       |
| 1958 | Bewildered –              | US57 (5 Wo.)US | — | 1948 ein R&B-Hit für das Red Miller Trio und für Amos Milburn Autoren: Teddy Powell, Leonard Whitcup                                         |
| 1960 | What Would I Do –         | US46 (9 Wo.)US | — | Original: Shirley & Lee (1955) als That’s What I’ll Do; Autor: Leonard Lee mit This Is My Story auf einer Single                             |
| 1960 | This Is My Story –        | US100 (1 Wo.)US | — | 1955 ein R&B-Hit für Gene & Eunice; Autoren: Gene Forrest, Eunice Levy mit What Would I Do auf einer Single                                  |
| 1961 | Baby You’re so Fine –     | US52 (6 Wo.)US | — | 1960 ein R&B-Hit für Joe & Ann als Gee Baby; Autoren: T. Texas Tyler, Jimmy Johnson, Jay Robinson, Sam Gibson mit Lovedrops auf einer Single |
| 1961 | Lovedrops –               | US97 (1 Wo.)US | — | 1955 ein R&B-Hit für Gene & Eunice; Autoren: Jay Robinson, Sam Gibson mit Baby You’re so Fine auf einer Single                               |

#### Sylvia
| Jahr | Titel Album                 | Höchstplatzierung, Gesamtwochen, AuszeichnungChartplatzierungen (Jahr, Titel, Album, Platzierungen, Wochen, Auszeichnungen, Anmerkungen) | Höchstplatzierung, Gesamtwochen, AuszeichnungChartplatzierungen (Jahr, Titel, Album, Platzierungen, Wochen, Auszeichnungen, Anmerkungen) | Höchstplatzierung, Gesamtwochen, AuszeichnungChartplatzierungen (Jahr, Titel, Album, Platzierungen, Wochen, Auszeichnungen, Anmerkungen) | Anmerkungen |
| Jahr | Titel Album                 | UK | US | R&B | Anmerkungen |
| ---- | --------------------------- | --- | --- | --- | --- |
| 1973 | Pillow Talk –               | UK14 (11 Wo.)UK | US3 Gold · (21 Wo.)US | R&B1 (13 Wo.)R&B | Autoren: Sylvia Robinson, Michael Burton |
| 1973 | Didn’t I –                  | — | US70 (5 Wo.)US | R&B21 (7 Wo.)R&B | Autoren: Al Goodman, Billy Brown, Michael Burton, Sylvia Robinson                                                                                           |
| 1973 | Soul Je t’aime –            | — | US99 (2 Wo.)US | R&B39 (7 Wo.)R&B | mit Ralfi Pagan Disco-Version von Je t’aime … moi non plus (Serge Gainsbourg und Jane Birkin, 1969) Autoren: Serge Gainsbourg, Sylvia Robinson              |
| 1974 | Alfredo –                   | — | — | R&B62 (6 Wo.)R&B | Titelmelodie des Films Alfredo, Alfredo (mit Dustin Hoffman, IT 1972) Autoren: Carlo Rustichelli, Hank Hunter                                               |
| 1974 | Private Performance –       | — | — | R&B62 (2 Wo.)R&B | Autoren: Sylvia Robinson, Michael Burton |
| 1974 | Sweet Stuff –               | — | — | R&B16 (16 Wo.)R&B | Autoren: Harry Ray, Sylvia Robinson, Al Goodman |
| 1974 | Sho Nuff Boogie (Part I) –  | — | US80 (4 Wo.)US | R&B45 (11 Wo.)R&B | Sylvia & the Moments Autoren: Harry Ray, Al Goodman, Sylvia Robinson                                                                                        |
| 1974 | Easy Evil –                 | — | — | R&B68 (6 Wo.)R&B | Autoren: Sylvia Robinson, Michael Burton |
| 1976 | L. A. Sunshine –            | — | — | R&B54 (7 Wo.)R&B | Autoren: Michael Burton, Revell Terry |
| 1977 | Lay It on Me –              | — | — | R&B65 (9 Wo.)R&B | Autoren: Robert Tate, Moe Mooore, Sylvia Robinson, Tommy Keith                                                                                              |
| 1978 | Automatic Lover –           | — | — | R&B43 (9 Wo.)R&B | Autoren: Gary Unwin, Patty Unwin |
| 1982 | It’s Good to Be the Queen – | — | — | R&B53 (9 Wo.)R&B | Answer Song auf It’s Good to Be the King von Mel Brooks (aus dem Film Die verrückte Geschichte der Welt, 1981) Autoren: William Peter Wingfield, Mel Brooks |

Weitere Singles
- Frankie and Johnny (als Sylvia Robbins, 1960)
- Don’t Let Your Eyes Get Bigger Than Your Heart (als Sylvia Robbins, 1964)
- Our Love (als Sylvia Robbins, 1964)
- Gimme a Little Action (1974)
- Pussy Cat (1975)
- The Lollipop Man (1977)
- We Can’t Hide It Anymore (mit Chuck Jackson, 1977)
- Rock Me Baby (1987)